# Poul Steffensen
Poul Steffensen (født 2. december 1866 i Vejerslev, død 26. maj 1923 i Aarhus) var en dansk maler og tegner.
Poul Steffensen var søn af møllebygger Steffen Iversen (1829-1896) og hustru Inger Kirstine Danielsen (1831-1878). Poul Steffensen var gift med Sidsel Katrine Poulsen (1864-1928) med hvem han fik børnene Alfred, Inger og Meta. Sønnesønnen, der også hed Poul Steffensen (1931-2017) var ligeledes maler og grafiker.

## Baggrund og karriere
Poul Steffensen fødtes i fattige kår og kom efter konfirmationen i malerlære. Han fortsatte derefter på Kunstakademiet i København (1887-1890) hvor han pga. sygdom imidlertid ikke afsluttede uddannelsen. Han fortsatte med at male og vandt i 1895 Neuhausens Ekstrapris for maleriet Køer i det fri. Som maler koncentrerede Steffensen sig om landskabsmalerier ofte med dyr og sjældnere med personer. Desuden udførte Steffensen en række altertavler og Kirkeudsmykninger i årene fra 1896 og 1912 endelig skabte Steffensen en række anskuelsesbilleder til brug i folkeskolen.
Det var dog som illustrator af historiske romaner specielt for børn og især af Carit Etlar og Ingemann han vandt et betydeligt ry, og som han stadig huskes bredt for.

## Privatliv
Steffensens jævne baggrund gjorde det vanskeligt for ham at gennemføre studierne på Kunstakademiet, da han sideløbende måtte arbejde som skiltemaler. Dette belastede hans helbred, så han måtte afbryde uddannelsen uden at tage afgangseksamen. Han fortsatte dog som maler, men fik først økonomisk ro da han slog igennem som illustrator. Derefter var økonomien så god, at han kunne etablere sig med familien, først i Hellerup og fra 1907 i Ry i det midtjyske søhøjland, hvor han boede til sin død, og hvor han også blev begravet.

## Værker på offentlige museer
- 1893 Landskab med Mølle og Køer, Kunsten Museum of Modern Art Aalborg.
- 1917 Kalve ved Hegnet, Randers Kunstmuseum.
- ca. 1920 Høstbillede, Bornholms Museum.
- ca. 1920 Frihavnen, Handels- og søfartsmuseet, Kronborg.
- Desuden findes der en større samling af Steffensens værker på Museum Skanderborg.

## Kirkeudsmykninger
- 1896 Sions Kirke, København
- 1902 Brorsons Kirke, København
- 1905 Svostrup Kirke, samme motiv gentaget 1909 i Ry Kirke
- 1905 Bjerringbro Kirke
- 1905 Vejerslev Kirke, samme motiv gentaget i Lemming Kirke

## Udstillinger
- 1892-1922 Charlottenborgs Forårsudstilling, København
- 1897 Allmänna konst- och industriutställningen, Stockholm
- 1904 Kunstnernes Efterårsudstilling, København
- 1920 ’’Bergholz Kunsthandel’’, København (separatudstilling)
- 1923 Kunstnerforeningen af 18. november, København(?)
- 1934 ’’Binger’’ København (separatudstilling)
- 2018 ’’Ry Bibliotek/Museum Skanderborg’’ (separatudstilling)